# Concert per a piano (Busoni)
El Concert per a piano en do major, op. 39 (BV 247), de Ferruccio Busoni és una de les obres més grans que s'han escrit en aquest gènere. El concert dura al voltant de 70 minuts i consta de cinc moviments; en el moviment final un cor masculí canta l'escena final del drama en vers Aladdin d'Adam Oehlenschläger. La primera actuació del concert va tenir lloc a la Sala Beethoven de Berlín el 10 de novembre de 1904, en un dels concerts fets per Busoni de música moderna. Busoni fou el solista, amb Karl Muck dirigint l'Orquestra Filharmònica de Berlín i el Cor Kaiser-Wilhelm-Gedächtniskirche.
Les crítiques van ser decididament contraposades, algunes plenes d'hostilitat o fins i tot de burla. Posteriorment a la seva estrena se n'han vist relativament poques actuacions, a causa de la gran orquestració, la complexa textura musical, l'ús d'un cor masculí, i les demandes sorprenents d'agilitat i esforç per al solista.

## Origen i context
Sembla haver estat Beethoven el que primer que va incloure un cor en una obra concertada amb el piano i orquestra, la seva Fantasia Coral, op. 80, de 1808. Des de llavors, només un grapat d'obres s'han escrit amb una estructura semblant, inclòs el Concert per a piano núm. 8 (estrenat el 16 març de 1820, a Sant Petersburg) de Daniel Steibelt i el Concert per a piano núm. 6, op. 192 (1858) de Henri Herz, que també tenen un final coral.
Els tres compositors que varen gravitar més sobre Busoni foren Bach, Beethoven i Liszt. Un dels seus aforismes fou: «Bach és el fonament de l'execució pianística, Liszt la culminació. Tots dos varen fer possible l'existència de Beethoven». Els tres ídols estan presents en aquest concert de piano.
Busoni va arribar a ser considerat el pianista més gran de la seva època, immers en la tradició de virtuosos que va generar l'estètica romàntica. En aquest concert, el solista ha de posseir qualitats sobrehumanes per poder enfrontar el repte majúscul d'interpretar les temeràries altures d'aquest concert.

## Representacions

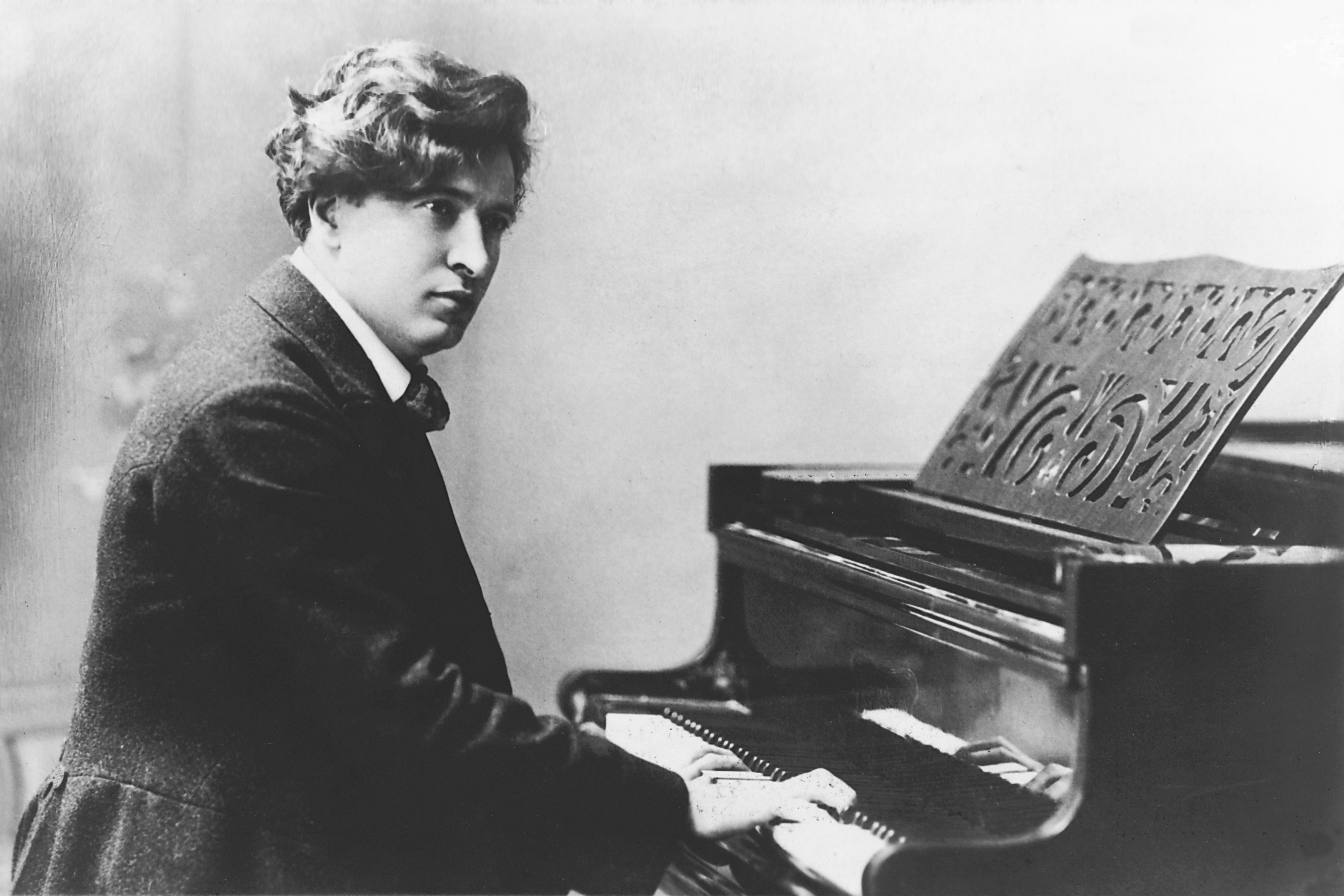
Ferruccio Busoni al piano

A més de les immenses exigències requerides del solista i del gran potencial necessari, hi ha una dificultat addicional que pot afectar les actuacions d'aquesta obra: el paper del solista.
Com va escriure el mateix Busoni, els concerts per a piano tendien a ser modelats com els de Mozart o Beethoven. En el cas de Mozart, el concert se centra en el virtuosisme del compositor i intèrpret, que apareix de forma espontània per a estrenar l'obra a l'escenari. L'orquestra ofereix tot un acompanyament de fons. Però amb Beethoven, el treball sovint es concep en termes simfònics; el piano pren un paper secundari, en reflexionar o respondre a les idees que ja han estat introduïdes per l'orquestra (exceptuant el quart concert per a piano).
Busoni combina aquests dos precedents en el seu concert per a piano, creant una enorme obra de proporcions simfòniques, que va ser acusat originalment de tenir només un piano obbligato. El treball planteja reptes excepcionals per al solista, que és sovint requerit per incorporar una cascada resplendent de notes en el so orquestral general. Aquesta rebaixada del paper solista heroic del segle xix, per tant, requereix una acurada consideració d'equilibri en el rendiment.

## Moviments
Encara que els cinc moviments es presenten per separat en la partitura, Busoni va afirmar que el concert s'ha de tocar com un tot continu, sense interrupcions.
I. Prologo e Introito: Allegro, dolce e solenne
II. Pezzo giocoso
III. Pezzo serioso:
Introductio: Andante sostenuto
Prima pars: Andante, quasi adagio
Altera pars: Sommessamente
Ultima pars: a tempo
IV. All'Italiana: Tarantella: Vivace; In un tempo
V. Cantico: Largamente (amb cor)